# Nosalin
Nosalin – (niem. Nitzlin) wieś w Polsce położona w województwie zachodniopomorskim, w powiecie sławieńskim, w gminie Postomino.
W latach 1975–1998 miejscowość administracyjnie należała do województwa słupskiego.

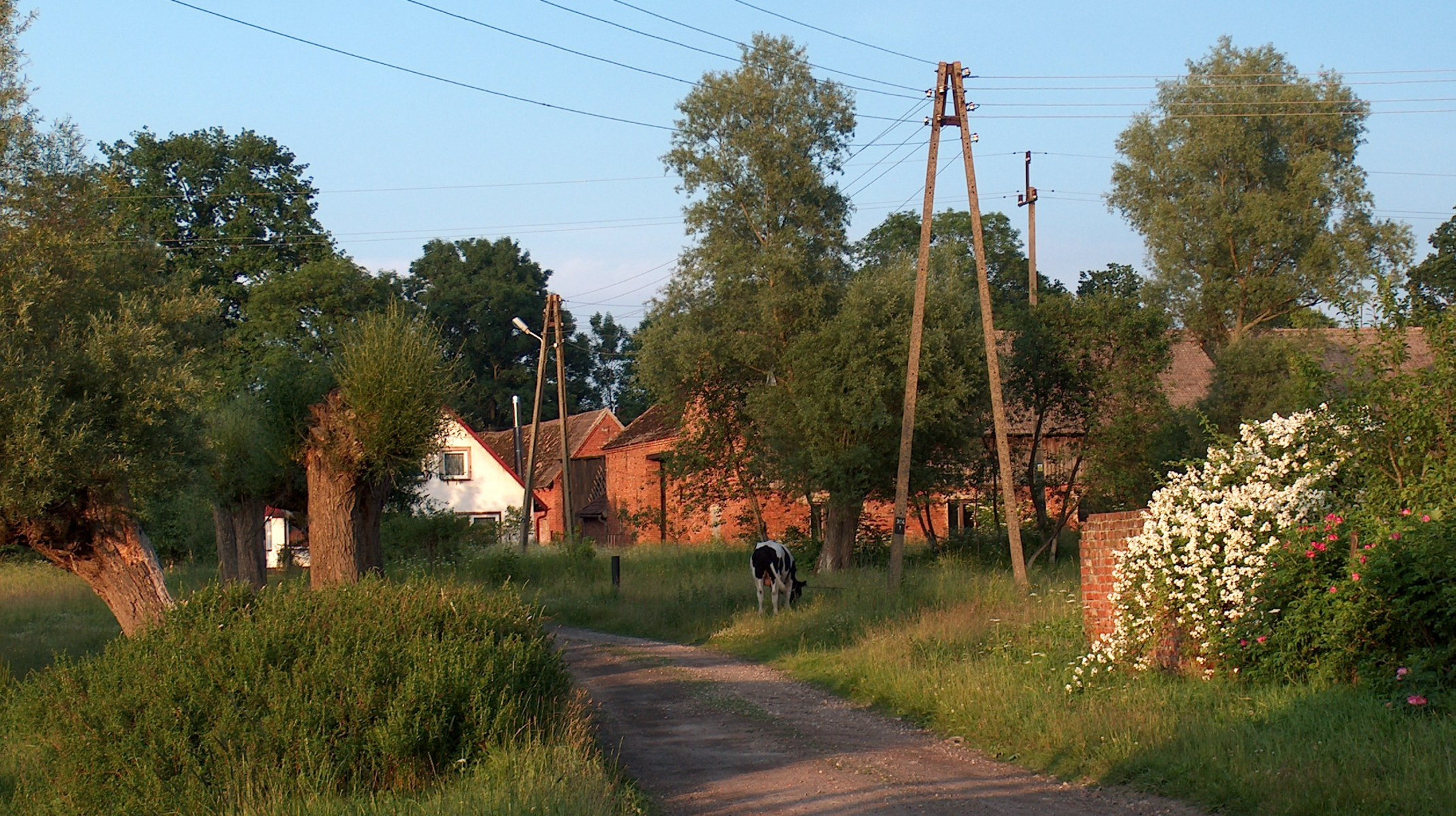
Nosalin